# Сент Хеленс (Орегон)
Сент Хеленс (енгл. St. Helens) град је у америчкој савезној држави Орегон.

## Демографија
По попису из 2010. године број становника је 12.883, што је 2.864 (28,6%) становника више него 2000. године.
| Група             | 2000.         | 2010.          |
| Белци             | 9.107 (90,9%) | 11.170 (86,7%) |
| Афроамериканци    | 34 (0,3%)     | 79 (0,6%)      |
| Азијати           | 63 (0,6%)     | 168 (1,3%)     |
| Хиспаноамериканци | 406 (4,1%)    | 785 (6,1%)     |
| Укупно            | 10.019        | 12.883         |